# Antistrophe serratifolia
Antistrophe serratifolia är en viveväxtart som först beskrevs av Richard Henry Beddome, och fick sitt nu gällande namn av Joseph Dalton Hooker. Antistrophe serratifolia ingår i släktet Antistrophe och familjen viveväxter. Inga underarter finns listade i Catalogue of Life.